# Yanzi (ort i Kina, Sichuan Sheng, lat 32,41, long 106,15)
Yanzi (kinesiska: 燕子) är en ort i Kina. Den ligger i provinsen Sichuan, i den sydvästra delen av landet, omkring 280 kilometer nordost om provinshuvudstaden Chengdu. Antalet invånare är 5 678. Befolkningen består av 2 773 kvinnor och 2 905 män. Barn under 15 år utgör 20,0 %, vuxna 15-64 år 68 %, och äldre över 65 år 11,0 %.
Runt Yanzi är det ganska tätbefolkat, med 155 invånare per kvadratkilometer. Närmaste större samhälle är Shuanghui, 14,5 km öster om Yanzi. I omgivningarna runt Yanzi växer i huvudsak blandskog.
Genomsnittlig årsnederbörd är 1 312 millimeter. Den regnigaste månaden är juli, med i genomsnitt 346 mm nederbörd, och den torraste är december, med 2 mm nederbörd.